# (5040) Rabinowitz
(5040) Rabinowitz (1972 RF) – planetoida z pasa głównego asteroid okrążająca Słońce w ciągu 3,76 lat w średniej odległości 2,42 j.a. Została odkryta 15 września 1972 roku w obserwatorium Palomar przez Toma Gehrelsa. Nazwa planetoidy została nadana na cześć amerykańskiego astronoma Davida Rabinowitza.